# Enterprise Information Management
Enterprise Information Management, in sigla EIM ( in italiano: Gestione dell'informazione aziendale) è un campo d'interesse particolare del settore IT che riguarda la ricerca di soluzioni per un uso ottimale dell'informazione con organizzazioni, per supportare i processi decisionali o operazioni quotidiane che richiedono la disponibilità di conoscenza. Prova a superare le barriere tradizionali correlate all'IT per gestire informazioni ad un livello aziendale.
L'Enterprise information management combina l'Enterprise Content Management (ECM), Business Process Management (BPM), Customer Experience Management (CEM) e Business Intelligence (BI).
Enterprise information management prende i due approcci per gestire le informazioni per andare un passo oltre, e dare una prospettiva aziendale.
Quando la BI e l'ECM gestiscono rispettivamente informazioni strutturate e non strutturate. EIM non fa questa distinzione "tecnica".
Approccia alla gestione dell'informazione dalla prospettiva strategia informativa aziendale, basata sui bisogni dei lavoratori dell'informazione.
ECM e BI scelgono un approccio denominalizzato, giacché coprono solamente parte dell'informazione di un'organizzazione.
questo risultato in una mancanza di informazioni disponibili durante i processi decisionali, analisi di mercato, o definizione di procedure.